# Drew Hancock
Drew Hancock (9 luglio 1979) è un regista, sceneggiatore e attore statunitense.

## Filmografia

### Attore

#### Cinema
- Death and Texas, regia di Kevin DiNovis (2004)
- Open House, regia di Dan Mirvish (2004)
- Tenacious D: Time Fixers, regia di Drew Hancock (2006)
- Our RoboCop Remake, film collettivo (2014)

#### Televisione
- Man to Man, regia di Drew Hancock - cortometraggio TV (2005)
- Terence vs. Reuben, regia di Eric Falconer e Chris Romano - cortometraggio TV (2005)
- Gregory Shitcock, P.I. - serie TV, 6 episodi (2005)
- Utopia - serie TV, episodio 1x02 (2005)
- The Wastelander - serie TV, episodio 1x02 (2005)
- Yant Rock - serie TV, 4 episodi (2005-2010)
- Christmas World 2050, regia di Drew Hancock e Justin Roiland - cortometraggio TV (2006)
- Acceptable TV - serie TV, 20 episodi (2007)
- Cautionary Tales of Swords - serie TV, episodi 1x01-1x06 (2007-2008)
- The Bed & Breakfast Club - serie TV, episodio 1x05 (2008)
- Planners - serie TV, episodio 1x02 (2008)
- Water and Power - serie TV, episodio 1x07 (2008)
- The Mountain - serie TV, 4 episodi (2008-2009)

### Doppiatore
- Everything - serie TV, episodio 1x03 (2009)

### Produttore

#### Cinema
- Open House, regia di Dan Mirvish (2004)

#### Televisione
- Acceptable TV - serie TV, 20 episodi (2007)
- My Dead Ex - serie TV, 8 episodi (2018)

### Regista

#### Cinema
- Tenacious D: Time Fixers (2006)
- The Fixers, episodio di Tenacious D: The Complete Masterworks 2 - direct-to-video (2008)
- Brutal Journey: Jack Black Finds His Inner Eddie Riggs - cortometraggio (2009)
- Companion (2025)

#### Televisione
- Man to Man - cortometraggio TV (2005)
- Gregory Shitcock, P.I. - serie TV, 6 episodi (2005)
- The Wastelander - serie TV, 4 episodi (2005-2006)
- Christmas World 2050, co-diretto con Justin Roiland - cortometraggio TV (2006)
- Acceptable TV - serie TV, 20 episodi (2007)
- Cautionary Tales of Swords - serie TV, 6 episodi (2007-2008)
- The Mountain - serie TV, 4 episodi (2008-2009)
- Everything - serie TV, episodio 1x02 (2009)

### Sceneggiatore

#### Cinema
- Companion, regia di Drew Hancock (2025)

#### Televisione
- Man to Man, regia di Drew Hancock - cortometraggio TV (2005)
- Gregory Shitcock, P.I. - serie TV, 6 episodi (2005)
- The Wastelander - serie TV, 5 episodi (2005-2006)
- Christmas World 2050, regia di Drew Hancock e Justin Roiland - cortometraggio TV (2006)
- Acceptable TV - serie TV, 19 episodi (2007)
- Vengeance - serie TV, episodio 1x02 (2007)
- Cautionary Tales of Swords - serie TV, 6 episodi (2007-2008)
- The Mountain (serie televisiva) - serie TV, 5 episodi (2008-2009)
- Blue Mountain State - serie TV, 19 episodi (2010-2011)
- Super Ninja (Supah Ninjas) - serie TV, episodi 1x05-1x06-1x18 (2011)
- Fred: The Show - serie TV, episodi 1x01-1x02 (2012)
- Fred 3: Camp Fred, regia di Jonathan Judge - film TV (2012)
- Suburgatory - serie TV, 22 episodi (2012-2013)
- Faking It - Più che amiche (Faking It) - serie TV, episodio 1x03 (2014)
- Mr. Pickles - serie animata, 10 episodi (2016)
- My Dead Ex - serie TV, 8 episodi (2018)

## Trasmissioni televisive

### Produttore
- Nickelodeon Kids' Choice Awards 2008, regia di Beth McCarthy-Miller e Adam Vetri - speciale TV (2008)

### Regista
- Jimmy Kimmel Live! - varietà televisivo, 9 puntate (2008)
- Spike TV VGA Video Game Awards - speciale TV, co-diretto con Beth McCarthy-Miller (2008)
- Channy Awards 2012 - speciale TV (2012)

### Sceneggiatore
- Spike TV VGA Video Game Awards - speciale TV, regia di Drew Hancock e Beth McCarthy-Miller (2008)

## Riconoscimenti
- Palm Springs International Film Festival
  - 2025 - Registi da tenere d'occhio per Companion
- South by Southwest
  - 2018 - Candidatura al Gran Premio della Giuria - Serie a episodi indipendente per My Dead Ex (condiviso con Chris Nelson)